# Nemicamatissima
Nemicamatissima è stato un programma televisivo italiano condotto da Lorella Cuccarini e Heather Parisi, andato in onda su Rai 1 il 2 e il 3 dicembre 2016. Il programma ha segnato il ritorno in televisione della Parisi dopo dieci anni dalla sua ultima partecipazione televisiva e andava in onda dal Teatro 5 di Cinecittà.

## Il programma
Nato da un'idea di Lucio Presta nell'estate del 2016, il programma è un varietà musicale che ripercorre la carriera delle due showgirl. Il titolo del programma, citazione del brano di Gianni Morandi La mia nemica amatissima, fa riferimento alla presunta rivalità tra le due nel corso degli anni ottanta e novanta. Le due protagoniste si esibiscono cantando e ballando le numerose sigle televisive dei programmi a cui presero parte, in versioni riarrangiate e accompagnate da un corpo di ballo, e anche con alcune cover e brani inediti. Le coreografie del programma sono state curate da Veronica Peparini. Il programma include monologhi, sketch comici, interviste e duetti con ospiti musicali.

### Ospiti
Alla prima puntata hanno preso parte: Lillo & Greg, Alessandro Siani, Ezio Greggio, Zucchero Fornaciari, Amadeus, Giampiero Ingrassia, Mal e Roberto Vecchioni.
Alla seconda e ultima puntata hanno preso parte: Luca e Paolo, Cristina D'Avena, Giovanni Vernia, Rossella Brescia, Nek, Chiara Francini, Belén Rodríguez, Gianna Nannini, Bebe Vio e Roberto Carlisi.

### Edizioni
| Edizioni | Periodo         | Periodo         | Puntate | Conduzione                         | Regia           | Studio di diretta            |
| Edizioni | Inizio          | Fine            | Puntate | Conduzione                         | Regia           | Studio di diretta            |
| -------- | --------------- | --------------- | ------- | ---------------------------------- | --------------- | ---------------------------- |
| 1°       | 2 dicembre 2016 | 3 dicembre 2016 | 2       | Lorella Cuccarini e Heather Parisi | Stefano Vicario | Teatro 5 di Cinecittà a Roma |

## Controversie
All'indomani della messa in onda della seconda e ultima puntata del programma, Heather Parisi ha pubblicato un post sul suo blog in cui si è lamentata dei numerosi tagli che le sue esibizioni e i suoi interventi avrebbero subito nella fase finale del montaggio, accusando inoltre la produzione di non aver ascoltato le sue proposte artistiche e di essersi sentita trattata come un'«ospite» all'interno di un programma condotto da Lorella Cuccarini. Le polemiche sono continuate anche nelle settimane successive, tramite dichiarazioni di Lorella Cuccarini durante alcune ospitate televisive e risposte di Heather Parisi attraverso i social network.

## Ascolti
| Puntata       | Messa in onda   | Telespettatori | Share  | Fonte |
| ------------- | --------------- | -------------- | ------ | ----- |
| 1             | 2 dicembre 2016 | 4.695.000      | 20,47% | [ 4 ] |
| 2             | 3 dicembre 2016 | 4.063.000      | 17,48% | [ 5 ] |
| Media Auditel | Media Auditel   | 4.379.000      | 18,97% |       |